# Capitola
Capitola é uma cidade localizada no estado norte-americano da Califórnia, no condado de Santa Cruz. Foi incorporada em 11 de janeiro de 1949.

## Geografia
De acordo com o United States Census Bureau, a cidade tem uma área de 4,3 km², onde 4,1 km² estão cobertos por terra e 0,2 km² por água.

## Demografia
Segundo o censo nacional de 2010, a sua população é de 9 918 habitantes e sua densidade populacional é de 2 408,40 hab/km². É a cidade menos populosa do condado de Santa Cruz e também a que, em 10 anos, teve a maior redução populacional. Possui 5 534 residências, que resulta em uma densidade de 1 343,83 residências/km².